# ارنست پینتاف
ارنست پینتاف (انگلیسی: Ernest Pintoff؛ ۱۵ دسامبر ۱۹۳۱ – ۱۲ ژانویهٔ ۲۰۰۲) کارگردان فیلم و تلویزیون، فیلم‌نامه‌نویس و تهیه‌کننده فیلم اهل ایالات متحده آمریکا بود.
او برنده جایزه اسکار بهترین انیمیشن کوتاه برای منتقد (۱۹۶۳) شد که طنزی بود بر هنر مدرن به نویسندگی و روایت مل بروکس. از دیگر فیلم‌ها به کارگردانی وی می‌توان بلید را نام برد.